# Ordre de succession à l'ancien trône de Wurtemberg
Pour les articles homonymes, voir Trône (homonymie).
Le royaume de Wurtemberg est aboli en 1918 avec le reste des monarchies qui composaient l'Empire allemand. Le dernier membre de la dynastie à avoir régné en tant que roi de Wurtemberg est Guillaume II. 
Avec la mort de Guillaume II en 1921, la succession à la prétention royale a ignoré l'ancien duc de Teck et le duc d'Urach, tous deux issus de mariages morganatiques, et la position de chef de la Maison Royale a été héritée par Albert, duc de Wurtemberg, de la branche catholique d'Altshausen de la famille royale. Le chef actuel de la maison de Wurtemberg est Wilhelm, duc de Wurtemberg, petit-fils du duc Charles. Son père, le duc Frédéric, est mort accidentellement le 9 mai 2018 à Ebenweiler, avant de devenir prétendant. 
La succession est déterminée par l'article 7 de la Constitution de 1819 du royaume de Wurtemberg, qui stipule : « Le droit de succession au trône appartient à la lignée masculine de la maison royale ; l'ordre de la même chose est déterminé par la succession selon la primogéniture ». L'ordre de succession actuel, depuis la mort le 18 février 2024 du duc Alexander Eugen, engendrant l'extinction du rameau du duc Albrecht Eugen, comprend exclusivement les descendants masculins du feu duc Charles. Dès lors, cet ordre est le suivant :
- Duc Charles (1936-2022)
  - Duc Frédéric (1961-2018)
    - Duc Wilhelm (né en 1994)

  - Duc Eberhard (né en 1963)[3]
  - (1)[réf. nécessaire] Duc Philipp (né en 1964)
    - (2)[réf. nécessaire] Duc Carl Theodor (né en 1999)

  - (3)[réf. nécessaire] Duc Michael (né en 1965)

## Ordre de succession en 1918
- Duc Frédéric-Eugène (1732-1797)
  -  Frédéric Ier, roi de Wurtemberg (1754-1816)
    -  Guillaume Ier, roi de Wurtemberg (1781-1864)
      -  Charles Ier, roi de Wurtemberg (1823-1891)

    - Prince Paul-Charles (1785-1852)
      - Prince Frédéric (1808-1870)
        -  Guillaume II, roi de Wurtemberg (né en 1848)

  - Duc Alexandre (1771-1833)
    - Duc Alexandre (1804-1881)
      - Duc Philippe (1838-1917)
        - (1) Duc Albert (né en 1865)
          - (2) Duc Philippe Albert (né en 1893)
          - (3) Duc Albrecht Eugen (né en 1895)
          - (4) Duc Carl Alexander (né en 1896)

        - (5) Duc Robert (né en 1873)
        - (6) Duc Ulrich (né en 1877)